# Азиру
Азиру́ — известный из амарнских писем царь переднеазиатского государства Амурру, правивший около 1340 — 1315 годов до н. э. Будучи современником Аменхотепа IV (Эхнатона), использовал поглощённость Египта религиозной реформой и с помощью ватаг хабиру добился высвобождения из-под египетского владычества, а затем стал вассалом хеттов и проводником их интересов в регионе.

## Биография
Азиру был сыном князя Абди-Аширты и, как и его отец, проводил политику, направленную на создание из Амурру независимого государства. В своих письмах фараону Эхнатону он заверяет последнего в своей верности Египту (EA 156—161, 164—168). Тем не менее отряды Азиру захватывают города Аммия, Ардата, Ирката и Вахлия севернее Библа. Затем он угрожает сирийским городам Катна, Тунип, Нийя и Симира. Последняя являлась одним из административных центров правителя Библа Риб-Адди. После взятия войском Азиру города Симира ему удалось изгнать Риб-Адди, являвшегося также представителем в регионе власти египетского фараона. Хотя Риб-Адди в своих многочисленных письмах, направленных к египетскому двору, старался разоблачить происки Азиру и восстановить против него фараона, но у того был могущественный покровитель при египетском дворе — «начальник северных стран» вельможа Дуду, — так что Аменхотеп IV (Эхнатон) признал Азиру новым правителем княжества Амурру. В то же время, получив приглашение посетить двор фараона в Фивах с тем, чтобы доказать свою покорность, Азиру всячески оттягивает эту поездку. Как причину он в письмах указывает близость войск хеттского царя Суппилулиумы I, предпринявшего в это время поход в Сирию.
После совершённой наконец поездки в Египет, где Азиру удерживался длительное время, ему, по-видимому, при поддержке Дуду, удалось доказательно заверить фараона Эхнатона в своей преданности, и он был отпущен. Около 1320 года до н. э. он подписывает с хеттским царём Суппилулиумой I вассальный договор, которого придерживался длительное время. В то же время он поддерживает союзнические отношения с Айтакамой, князем Кадеша.
Азиру скончался на седьмой год правления у хеттов царя Мурсили II. Некоторое время затем трон Амурру занимает его сын Ари-Тешшуб, а затем внук Дуппи-Тешшуб. Так как он был признан Египтом как законный правитель Амурру, позднее Азиру выступает как основатель местной династии. Знаменательным для признания высокого статуса князей из этой династии среди городов-государств Сирии было то, что его правители стали носить хурритские имена, несмотря на то, что княжеская династия имела аморитское происхождение.